# Anna und die Liebe
Anna und die Liebe (acroniem: "AudL") is een Duitse telenovelle. Ze werd van 19 mei 2008 tot 2 maart 2012 in de Park Studios Potsdam-Babelsberg geproduceerd en vanaf 25 augustus 2008 tot 13 april 2012 uitgezonden op weekdagen in het avondprogramma op Sat.1 en ORF eins.
De digitale betaalzender Sat.1 emoties zendt sinds mei 2012 regelmatig afleveringen van Anna und die Liebe uit.
De Vlaamse telenovelle Lisa is op deze serie geïnspireerd.

## Verhaal

### Samenvatting
Seizoen 1 vertelde het verhaal van de jonge Berlijnse Anna Polauke, die er aanvankelijk niet in slaagde haar extreme verlegenheid te overwinnen in situaties of met mensen die belangrijk voor haar zijn. Haar droom is een carrière als copywriter bij het reclamebureau "Broda & Broda" aan de Kurfürstendamm. Anna wordt verliefd op de junior CEO Jonas Broda, die echter trouwt met haar zus Katja. Uiteindelijk krijgt Anna toch het verhoopte succes in het reclamebureau, ze worden een stel, trouwen en gaan naar de VS.
Seizoen 2 vertelde het verhaal van Mia Maschke, de nicht van Anna Broda, die naar Berlijn kwam om haar broer uit de gevangenis te halen. Ze wordt verliefd op Alex Zeiss, de halfbroer van Jonas. Omdat Mia niet kan lezen of schrijven, is ze aanvankelijk terughoudend. Mia staat met haar gevoelens tussen Alex en uitzendkracht Enrique Vegaz. Uiteindelijk kiest ze voor Alex, trouwt met hem en verhuist met hem naar Rostock.
In seizoen 3 komen Anna en Jonas terug uit Amerika om hun modelabel “Zauberhaft” uit te breiden, dat ze in Amerika hebben opgebouwd. Als Jonas wordt vermoord, breekt er een moeilijke tijd aan voor Anna. Gedurende deze tijd ontmoette ze Tom Lanford, de junior baas van het modebedrijf "Lanford Luxury". Anna staat tussen Tom en Enrique in, kiest Tom en trouwt uiteindelijk met hem.
Seizoen 4 vertelde het verhaal van Nina Hinze, een voormalige gevangene. Ze ontmoet Luca Benzoni, de nieuwe directeur van “Lanford Luxury”, en wordt verliefd op hem. Terwijl Luca zich voordoet als iemand anders en zijn verloofde verbergt, verbergt Nina het feit dat ze in de gevangenis zat. Uiteindelijk wordt Nina's onschuld bewezen. Aan het einde van het seizoen trouwen Nina en Luca. Enrique vindt de liefde bij zijn collega Paloma, met wie hij in de laatste aflevering ook trouwt.